# Cala de Binibèquer
|  | Per a altres significats, vegeu «Binibèquer». |

La cala de Binibèquer és una de les platges més conegudes de Menorca, d'arena blanca i fina que contrasta amb el color turquesa de la seva aigua. Està envoltada per vegetació de baixa altura, de pins i de roques. El seu grau d'ocupació a l'estiu és elevat. Posseeix diversos serveis com: Creu roja, banys públics, un bar, tumbones de sol, etc. Es poden fer moltes activitats, com nedar, snorkeling o llogar patinets aquàtics. Té accés marítim.

## Situació
Està situada a la costa sud de Menorca, a 5 km del nucli de Sant Lluís. Es troba entre l'entitat de població de Binibèquer Vell (poble de pescadors) i Binibèquer Nou (Cala Torret). S'arriba des de Sant Lluís, per la carretera de la dreta de la rotonda de la Pau, fins a arribar a una altra carretera a l'esquerra on estigui indicat "Binibèquer", després d'uns tres kilòmetres hi ha fins a una rotonda, se segueix la carretera de l'esquerra fins a arribar a la urbanització de Binibèquer. En trobar una altra rotonda i es gira també a l'esquerra. Després de 200 metres trobarem el pàrquing de la platja.